# Уммендорф (Бёрде)
Уммендорф (нем. Ummendorf) — община в Германии, в земле Саксония-Анхальт.
Входит в состав района Бёрде. Подчиняется управлению Обере Аллер. Население составляет 1010 человек (на 31 декабря 2010 года). Занимает площадь 15,68 км².

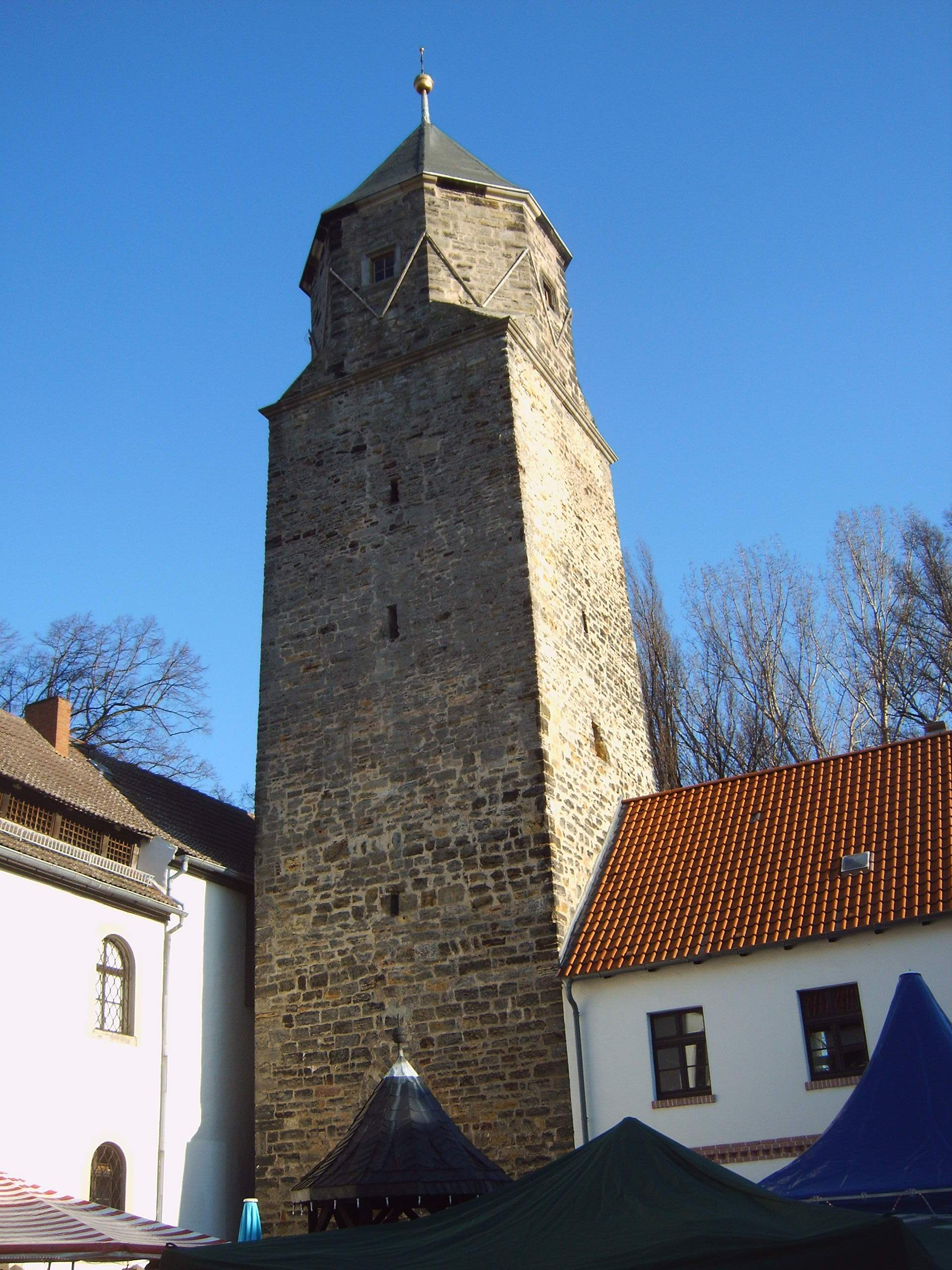
Уммендорф (Бёрде)

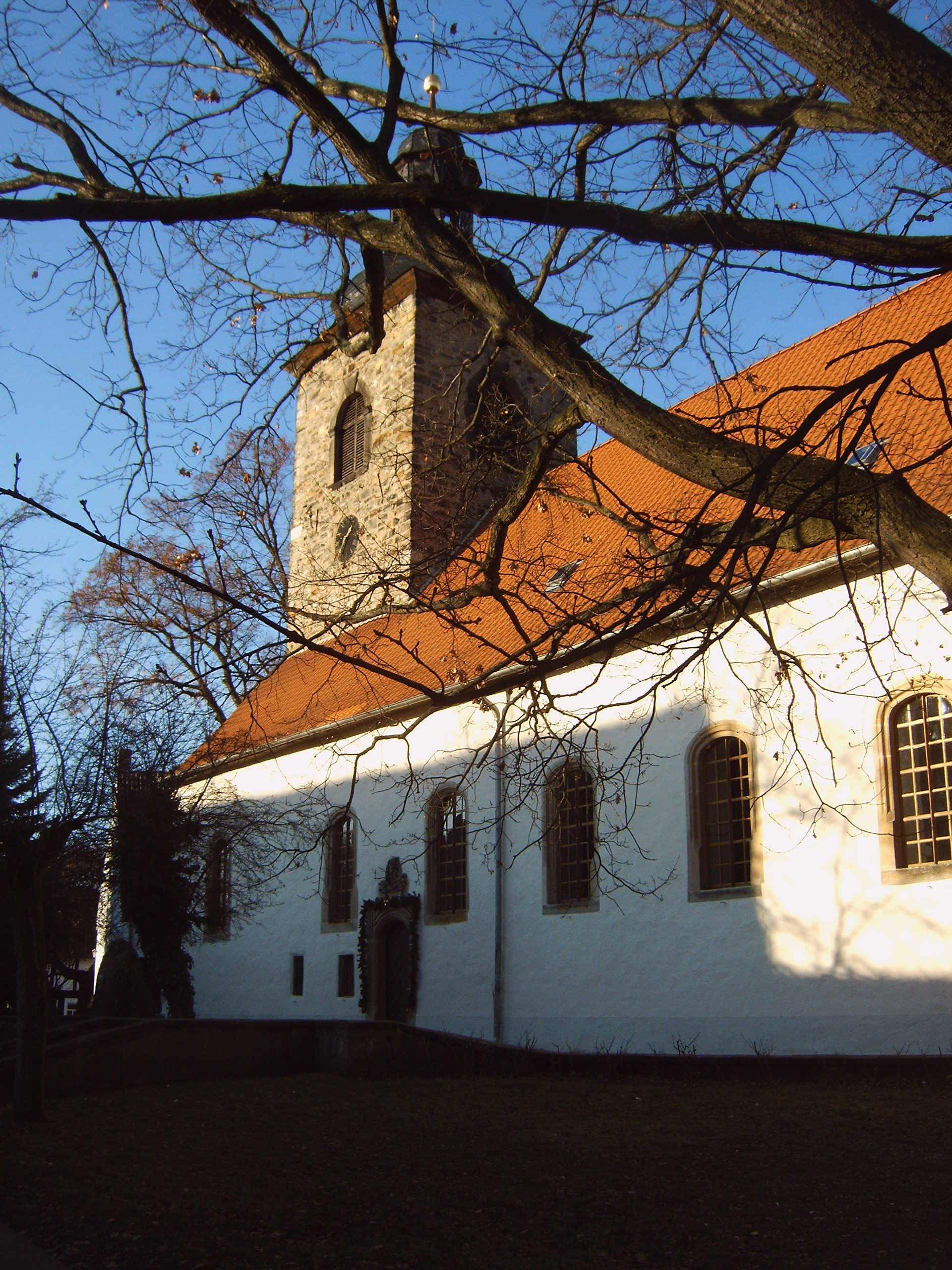
Уммендорф (Бёрде)